# Goto (Nagasaki)
Goto (Japans: 五島市, Gotō-shi) is een Japanse stad in de prefectuur Nagasaki. In 2014 telde de stad 37.867 inwoners. 

## Geschiedenis
Op 1 augustus 2004 werd Goto benoemd tot stad (shi). Dit gebeurde na het samenvoegen van de stad Fukue (福江市) met de gemeenten Tomie (富江町), Tamanoura (玉之浦町), Miuraku (三井楽), Kishiku (岐宿) en Naru (奈留).
Steden:
Goto · Hirado · Iki · Isahaya · Matsuura · Minamishimabara · Nagasaki (hoofdstad) · Omura · Saikai · Sasebo · Shimabara · Tsushima · Unzen

Districten:
Nishisonogi · Kitamatsuura · Minamimatsura · Higashisonogi

Gemeenten per district